# CTLA-4

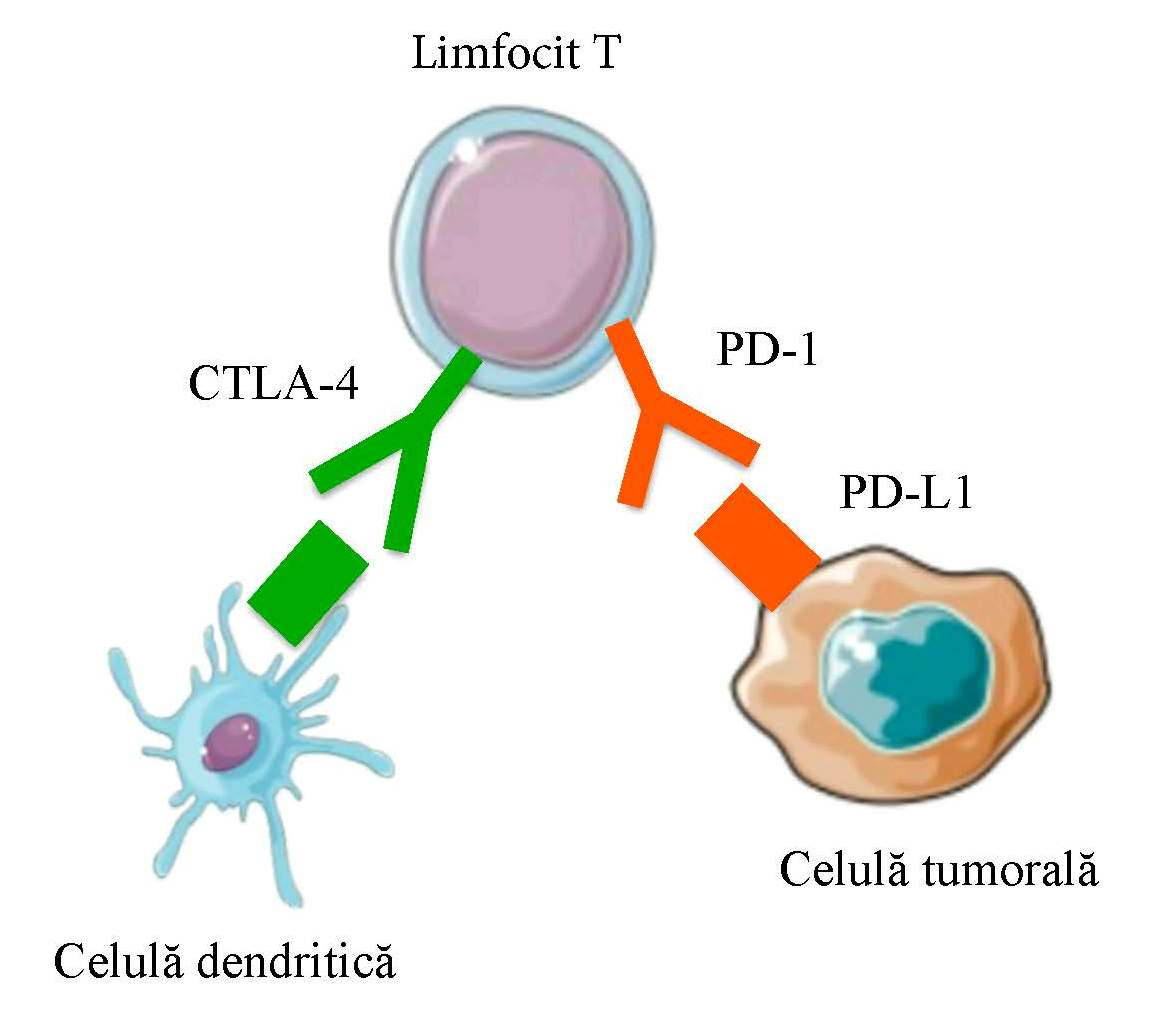
Receptorii CTLA-4 și PD-1 de pe suprafața limfocitelor T și ligandul PD-L1 de pe celula tumorală

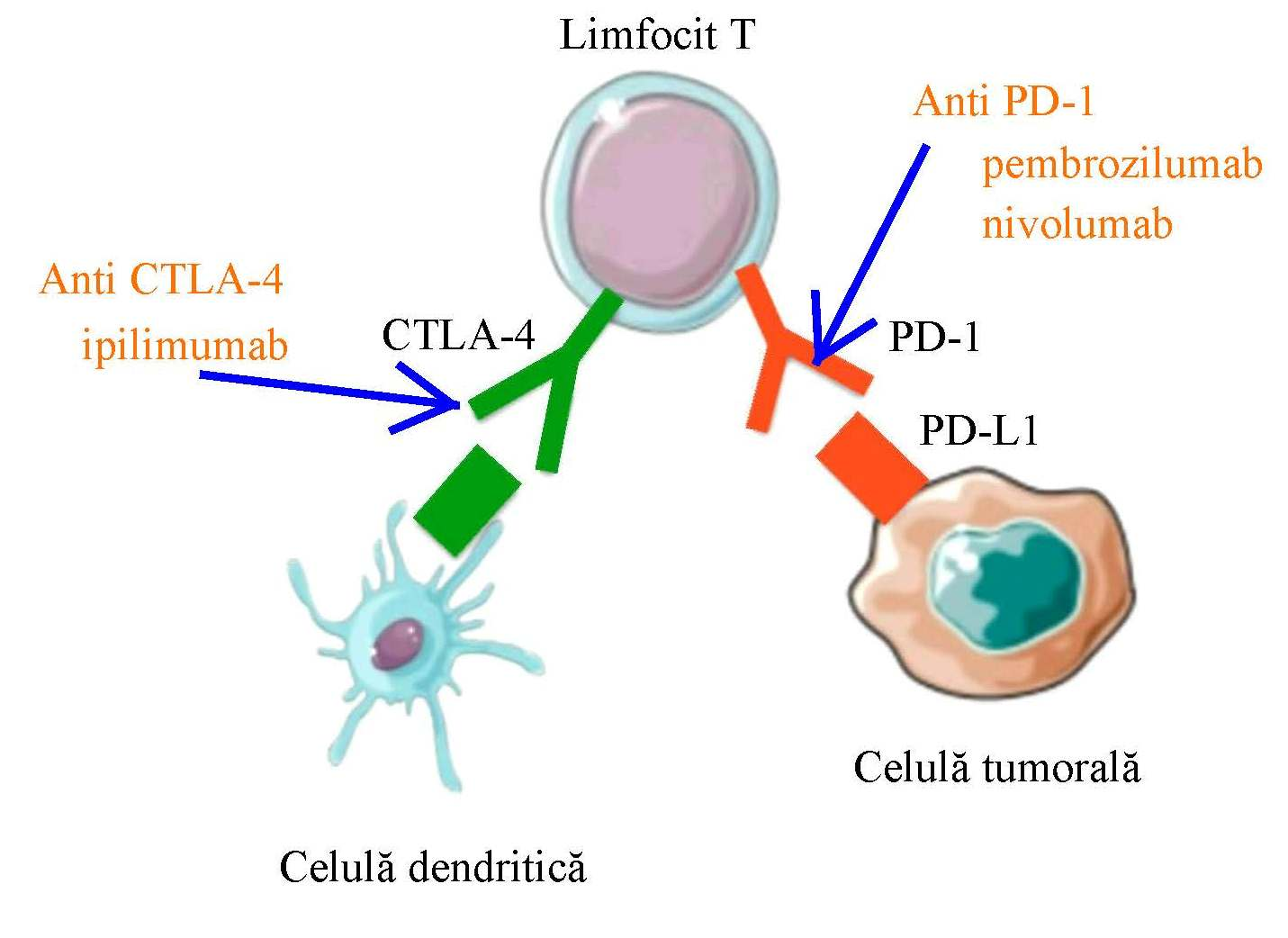
Anticorpii monoclonali (ipilimumab, nivolumab, pembrozilumab) care inhibă receptorii CTLA-4 și PD-1 și stimulează răspunsul antitumoral al limfocitelor T.

CTLA-4 (acronim pentru Cytotoxic T-Lymphocyte-Associated protein-4 = proteina 4 asociată limfocitelor T citotoxice sau Cytotoxic T Lymphocyte–Associated antigen 4 = antigenul 4 asociat limfocitelor T citotoxice), numit și antigenul-4 al limfocitelor T citotoxice este o moleculă exprimată pe suprafața limfocitelor T auxiliare "helper" care acționează ca un inhibitor puternic al activării lor. Limfocitele T auxiliare intervin în răspunsul imun ca urmare a prezenței celulelor infectate sau a celulelor tumorale. Acestea sunt activate atunci când receptorii lor TCR (T cell receptor), recunosc peptidele derivate din proteinele virale sau tumorale asociate cu moleculele HLA ale complexului major al histocompatibilității de pe suprafața celulelor prezentatoare de antigen. Această activare este împiedicată de CTLA-4. Limfocitele T auxiliare sunt stimulate atunci când CTLA-4 este inhibat. De aici a apărut ideea utilizării în doze terapeutice a unui anticorp monoclonal specific care inhibă CTLA-4 și prin urmare stimulează răspunsul antiviral sau antitumoral al limfocitelor T. Un astfel de anticorp, ipilimumabul, s-a dovedit a fi eficient în tratamentul melanomului metastatic. Ipilimumabul (sub denumirea comercială Yervoy) este autorizat în România pentru tratamentul melanomului în stadii avansate (nerezecabil sau metastatic). Pentru studiul antigenului 4 de pe limfocitele T citotoxice (CTLA-4) care frânează răspunsul imun antitumoral al acestor limfocite și pentru dezvoltarea unui anticorp monoclonal care inhibă CTLA-4 și astfel permite limfocitelor T să atace celulele canceroase lui James P. Allison i s-a acordat Premiul Nobel pentru Medicină în 2018.

## Legături externe
- CTLA4